# شکار اژدها
شکار اژدها (به انگلیسی: Killing the Dragon)عنوان نهمین آلبوم استودیویی گروه هوی متال آمریکایی دیو است که در ۲۱ مه ۲۰۰۲ با همکاری شرکت نشر اسپیت‌فایر و تهیه‌کنندگی خواننده گروه یعنی رانی جیمز دیو منتشر شد.
در مصاحبه‌ای که با تلویزیون اورانیوم انجام شد، دیو پیرامون این آلبوم اظهار کرد که نام اژدها در عنوان این آلبوم به تکنولوژی باز می‌گردد. او بیان کرد که این آلبوم به مشکلات و تأثیرات تکنولوژی بر روی جوامع انسانی آینده می‌پردازد. دیو پیرامون عنوان قطعات، با دقت چنین شرح داد :
این موضوع اشاره به آنانی که بی عدالتی می کنند و روشی که جهان برای متوقف ساختن آنها بکار می گیرد، دارد. در داستان‌های خیالی اژدهاهای بدنام کودکان را می دزدند تا آنها را خوراک فرزندان خویش کنند. در قسمت اول آهنگ من می خوانم که "فردی کودکی را ربوده است" و در قسمت دوم صحبت در مورد ملاک پولدار است. قسمت سوم نیز پیرامون نظام رعیتی الکترونیکی است.
همچنین او بیان می‌کند که اعتقاد دارد که در آینده این رایانه‌ها هستند که نقش خدا را بازی خواهند کرد:
خدای کوچکی با قلبی از جنس الکترونیک ... و این زمانی است که باید در مقابل او به پا خیزیم.
آلبوم شکار اژدها معرفی‌کننده عضو جدید گروه یعنی داگ آلدریچ به عنوان نوازنده گیتار است. پیش از این او عضو گروه برنینگ رین بوده‌است و پس از جدایی از دیو به گروه وایت‌اسنیک می پیوندد. کریگ گلدی که نوازنده گیتار پیش از اوست قبل از ترک گروه در آهنگسازی بعضی از قطعات مشارکت داشته‌است. البته او در ضبط آلبوم بعدی گروه یعنی ارباب ماه دوباره به گروه می پیوندد.

## فهرست آهنگ‌ها
تمام اشعار این آلبوم توسط رانی جیمز دیو نوشته شده‌است.
1. «شکار اژدها» (دیو، جیمی بین) - ۴:۲۵
2. «عنکبوتی در راه است» (دیو، بین، داگ آلدریچ) - ۳:۳۲
3. «جیغ» (دیو، بین، آلدریچ) - ۵:۰۲
4. «قمارباز نادان» (دیو، بین) - ۳:۴۳
5. «راک ان رول» (دیو، بین، کریگ گلدی) - ۶:۱۱
6. «فشار» (دیو، بین، گلدی) - ۴:۰۸
7. «گنهکار» (دیو، بین) - ۴:۲۵
8. «کودکان بی‌مصرف» (دیو، گلدی) - ۵:۳۵
9. «پیش از سقوط» (دیو، بین) - ۳:۴۸
10. «سرد شدن پاها» (دیو، بین) - ۴:۱۱

نسخه ویژه و محدودی که برای تور به هواداران عرضه شد یک پوستر و دو قطعه زیر به صورت قطعه اهدایی را همراه داشت:
1. «خیالات داغ (زنده)» (دیو)
2. «رنگین کمان تاریک (زنده)» (دیو، بین، کمپل، اپایس)

این قطعات اهدایی، توسط رانی جیمز دیو در یک اجرای زنده همراه با گروه دیپ پرپل ضبط شده بود و اولین بار در آلبوم سال ۲۰۰۱ دیپ پرپل با عنوان ندای اجرای زنده در روتردام عرضه شده بود.

## رتبه‌ها

### آلبوم
| سال  | آلبوم      | رتبه        | رتبه                                     |
| ---- | ---------- | ----------- | ---------------------------------------- |
| سال  | آلبوم      | بیلبورد ۲۰۰ | جدول برترین آلبوم‌های مستقل موسیقی آمریکا |
| ۲۰۰۲ | شکار اژدها | #۱۹۹        | #۱۸                                      |

## سازندگان
- رانی جیمز دیو - خواننده
- داگ آلدریچ - گیتار
- جیمی بین - گیتار باس، کیبورد
- سیمون رایت - درامز
- اسکات وارن - کیبورد در قطعه «پیش از سقوط»
- گروه کر کینگ هاربور چیلدرن - همخوانی در قطعه «کودکان بی‌مصرف»
- ضبط در استودیو تواتال اکسس، آمریکا، کالیفرنیا، لس آنجلس
- تهیه شده توسط رانی جیمز دیو
- طرح و مدیرین وین دیویس
- جمع‌آوری و تنظیم توسط ادی شریر در اوآسیس مسترینگ
- طرح روی جلد توسط مارکو ساسو